# یزدان‌آباد شرقی
یزدان آبادشرقی، روستایی است از توابع بخش مرکزی شهرستان قوچان در استان خراسان رضوی ایران.

## جمعیت
این روستا در دهستان دوغائی قرار داشته و بر اساس سرشماری سال ۱۳۸۵ جمعیت آن ۴۱ نفر (۱۰ خانوار)
بوده است.